# Cumbre de Chirgua
La Cumbre de Chirgua es una montaña ubicada en el extremo norte del municipio Bejuma (Carabobo), Venezuela. A una altitud de 1.736 m s. n. m. la Cumbre de Chirgua es una de las montañas más altas en Carabobo. Constituye parte del límite sur del parque nacional San Esteban y el límite norte del municipio Bejuma con el vecino municipio Mora.

## Ubicación
La Cumbre de Chirgua se encuentra al oeste de Naguanagua. Está en la falda sur del parque San Esteban. Al norte se continúa con la Cumbre Pica de los Silva hasta llegar al Mar Caribe por la bahía de Morón al oeste de Puerto Cabello. En las faldas de la Cumbre de Chirgua nacen los ríos Playón, afluente del Río Trincheras y el río Chirgua.